# Fort Portal
Fort Portal ist eine Stadt im Westen Ugandas mit 42.671 Einwohnern. Sie ist die Hauptstadt des Distrikts Kabarole.

## Geschichte

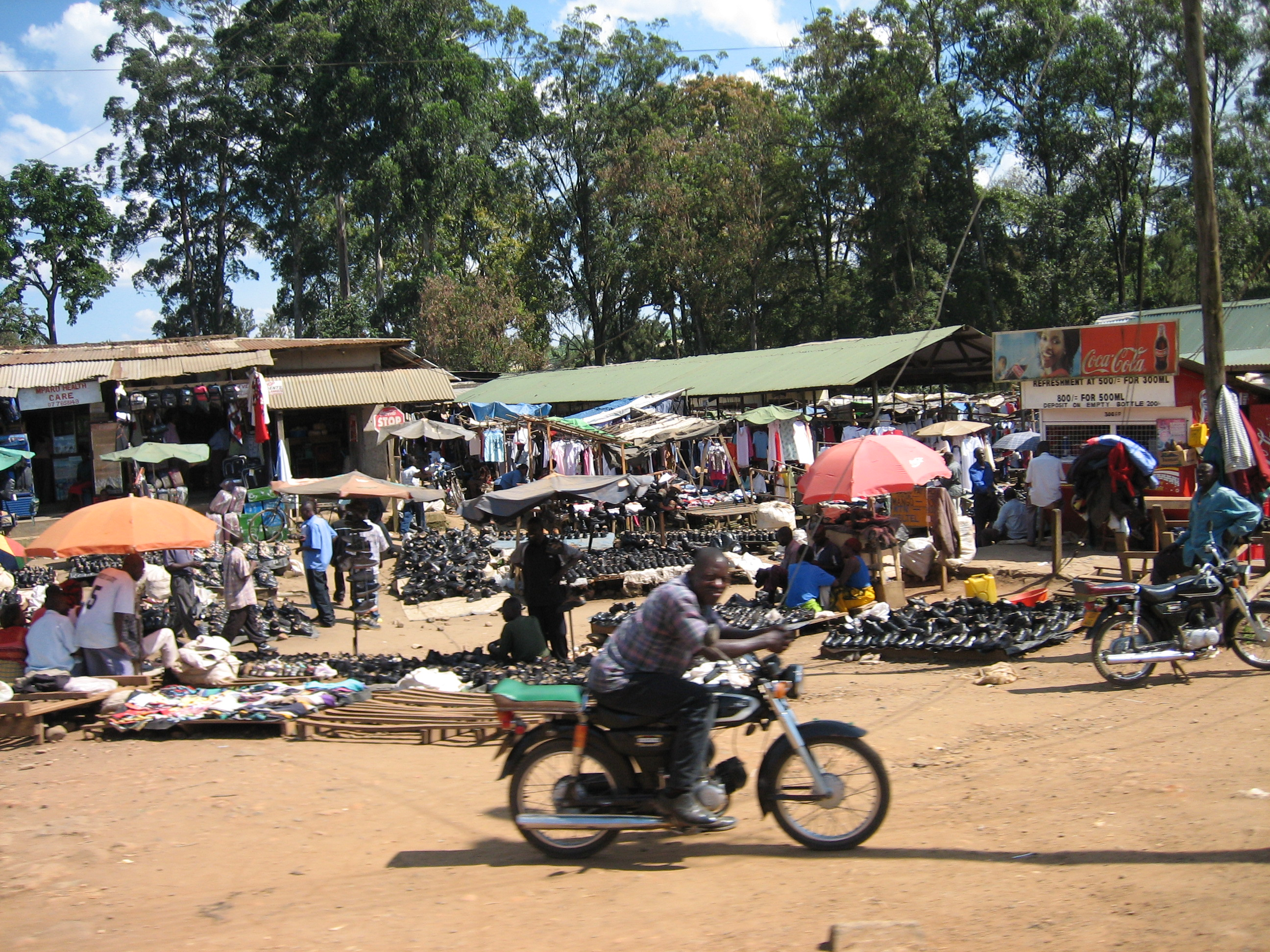
Gebrauchswaren auf dem Mpanga Market in Fort Portal

Das Gebiet um die heutige Stadt war das Kernland des Königreichs Toro. Aufgrund anhaltender Übergriffe aus dem benachbarten Königreich Bunyoro wandte sich Omukama (König) Kasagama 1891 an den britischen Kolonialbeamten Frederick Lugard in Kampala, um britische Unterstützung gegen die Bedrohung seines Landes zu erhalten. Lugard gewährte diese, indem er die von Emin Pascha bei der Aufgabe der Provinz Äquatoria in der Region zurückgelassenen ägyptisch-sudanesischen Truppen sammelte, und mit diesen eine Kette von Forts im Grenzgebiet errichtete und besetzte. Im Gegenzug musste Kasagama weitgehende Rechte an die Briten abtreten. Kasagama förderte zudem die Ansiedlung britischer Farmer, da er sich davon anhaltenden Schutz gegen die Bedrohung durch die Nachbarvölker versprach. Dies stand im Widerspruch zur offiziellen britischen Kolonialpolitik, die für Uganda keine Siedlung vorsah.
1893 errichtete Major Roddy Owen in Lugards Auftrag eine Befestigungsanlage aus Holzpalisaden auf einem Hügel oberhalb des Mpanga. Er nannte diese Fort Gerry (in Anlehnung an den Vornamen des seinerzeit in Kampala befindlichen hochrangigen britischen Diplomaten Sir Gerald Portal). Nachdem sich im Schutz des Forts rasch eine größere Ansiedlung gebildet hatte, hieß der Ort zeitweilig Kabarole, wurde dann – nach der Taufe von Kasagama – von diesem in Bethlehem umbenannt, um dann 1900 im Vertrag von Toro (zur Regelung der Souveränitätsrechte zwischen Kasagama und dem Britischen Empire) vom verantwortlichen Sondergesandten Henry Hamilton Johnston formal in Fort Portal umbenannt zu werden.
1914 wurde auf den Ruinen des alten Forts das Clubhaus des neu angelegten Golfplatzes errichtet. Es entstanden große Kaffee- und später Teeplantagen rund um die Stadt, die lange von den britischen Siedlern dominiert wurde, bis diese in der Regierungszeit von Idi Amin das Land verlassen mussten.

## Gegenwart

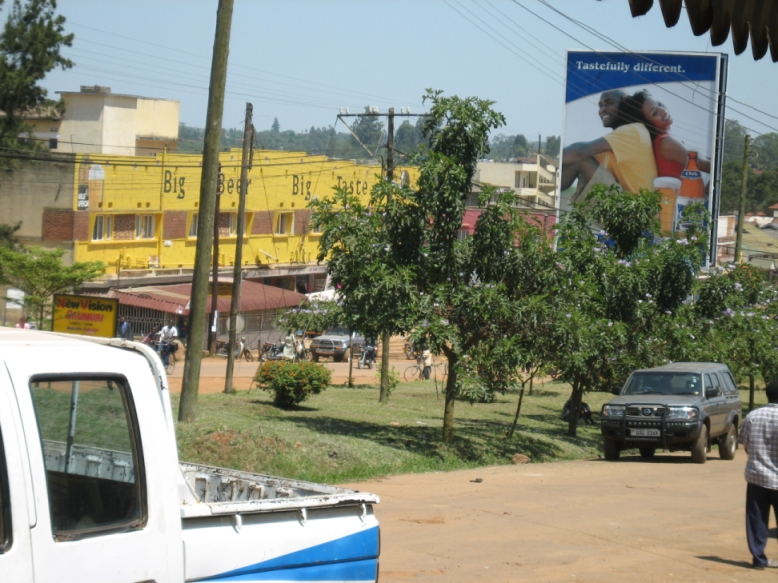
Blick auf die Kasese Road, die Fort Portal in Nord-Süd-Richtung quert

Fort Portal ist das Zentrum des früheren Königreichs Toro, das 1993 kulturell wiederbelebt wurde. Südlich der Stadt befinden sich die Karambi Tombs, die Grabstätten der königlichen Familie von Toro.
Aufgrund der Nähe zum Ruwenzori-Gebirge, zum Kibale-Nationalpark und zum Queen-Elizabeth-Nationalpark hat der Ort einige touristische Bedeutung. Er ist über den Trans-African Highway 8, dem Lagos-Mombasa-Highway, mit Kampala und Mbarara verbunden und ist wichtiges Zentrum für Handelsaktivitäten im Westen Ugandas. Es gibt ein großes, staatliches Krankenhaus sowie zwei konfessionelle Häuser. Im Jahr 2005 wurde mit der Mountains of the Moon University eine Universität gegründet.

## Bevölkerungsentwicklung
| Jahr           | Einwohner |
| -------------- | --------- |
| Zensus 1969    | 7.947     |
| Zensus 1980    | 26.806    |
| Zensus 1991    | 32.789    |
| Zensus 2002    | 40.993    |
| Schätzung 2005 | 42.671    |

## Klima
|                         | Januar | Februar | März | April | Mai | Juni | Juli | August | September | Oktober | November | Dezember | Jahr |
| ----------------------- | ------ | ------- | ---- | ----- | --- | ---- | ---- | ------ | --------- | ------- | -------- | -------- | ---- |
| Niederschlag in mm      | 20     | 75      | 125  | 190   | 130 | 85   | 60   | 110    | 195       | 210     | 165      | 75       | 1440 |
| Ø min. Temperatur in °C | 12     | 13      | 14   | 14    | 14  | 13   | 13   | 13     | 13        | 14      | 14       | 12       | 13,3 |
| Ø max. Temperatur in °C | 27     | 27      | 26   | 26    | 25  | 25   | 25   | 25     | 25        | 25      | 25       | 26       | 25,6 |

## Sonstiges
- Gerald Portal hat den Ort, der seinen Namen trägt, nie besucht. Roddy Owen hat zwar Fort Portal gegründet, jedoch nichts zu tun mit dem Owen-Falls-Damm der seinen Namen trägt.
- Der Stadtrat von Fort Portal hat 2004 eine Statue des Namensgebers in Auftrag gegeben und in der Stadtmitte aufstellen lassen – ein wohl einmaliger Vorgang im postkolonialen Afrika.
- Da die Bantusprachen auch aus verschiedenen Begriffen zusammengesetzte Ortsnamen immer in einem Wort beschreiben, hat sich in Uganda inoffiziell die Schreibweise Fortportal eingebürgert.